# 박혜진 (작가)
박혜진은 대한민국의 텔레비전 드라마 작가이다. 

## 주요 작품
- 2017년  MBC 수목 특별기획드라마 《군주 - 가면의 주인》 ... 공동집필
- 2022년  KBS2 월화 미니시리즈    《미남당》 ... 집필